# وير وي أر
- Where We Are:(بالعربية)اين نحن: انه الالبوم العاشر للفريق الأيرلندي ويستلايف أعلن عنه في 27-9-2009 في أيرلندا اما في المملكة المتحدة 30-9-2009

وأول سينجل في الالبوم وهي الأغنية التي اعدت تسجيلها والوحيدة وهي أغنية What about now وهي بالاصل ل (Daughtry)
يعتبر هذا الالبوم كاخطوة غير عادية للفريق لانه هجين بين البوب روك والروك حيث انهم لأول مرة يقدمو ايقاع هجين بين الروك والبوب حاذ الالبوم على مبيعات هائلة ومرضية للفريق لانهم لأول مرة يطرحون هذا النوع من الموسيقي
تمركز على التيشيرت البريطاني والأيرلندي بالمركز الثاني.

## وصلات خارجية
- وير وي أر على موقع أول موفي (الإنجليزية)